# Colard de Rely
Colard de Rely est un bourgeois, membre de la Chambre des Comptes de Lille, qui acquiert la seigneurie des Près à Flers au XVe siècle.
Marié en premières noces avec Catherine de Wavrins, en deuxièmes noces avec Julienne de Bacquehem.
Il offrit la première bannière du convoi, lors des funérailles du comte et de la comtesse de Flandres en l’église Saint-Pierre de Lille en l’an 1383.